# Blai Ametller i Rotllan

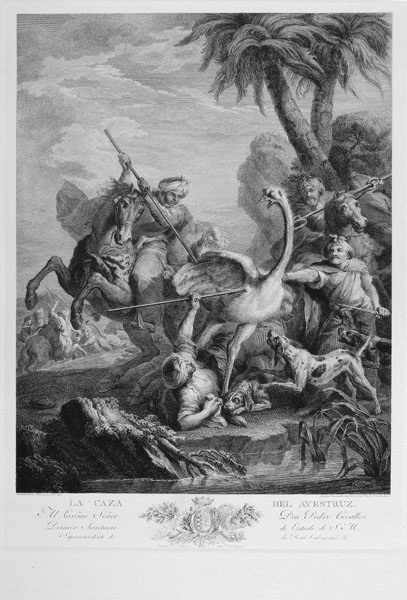
La caça de l'estruç (MNAC)

Blai Ametller i Rotllan (Barcelona, 1768 – Madrid, 1841) fou un gravador català de coure. Tot i tractar-se d'un artista que fonamentalment va treballar a Madrid, Ametller forma part de l'important grup de gravadors formats a l'escola de Llotja a finals del segle xviii. Malgrat ser conegut sobretot per la seva faceta de docent a la Real Academia de Bellas Artes de San Fernando, institució on el 1821 va arribar a ocupar el prestigiós càrrec de director de gravat, no podem menystenir la seva notable contribució, amb episodis com el protagonitzat per aquesta estampa, a l'enriquiment qualitatiu de la història del gravat català de l'època.

## Biografia
Es va formar a l'escola de la Llotja sota les ordres de Pasqual Pere Moles i més endavant, gràcies a una pensió de la Junta de Comerç de Barcelona, va marxar a estudiar a l'Acadèmia de Belles Arts de San Fernando de Madrid el 1790 per a perfeccionar la seva tècnica sota les indicacions de Salvador Carmona. Un cop alla va rebre el premi de 1973 de gravat de llàmines i s'establí definitivament a la ciutat. Dominava les tècniques de l'aiguafort i la talla dolça.
El 1797 el van nomenar acadèmic de mèrit de San Fernando i va arribar a tenir el càrrec de director de gravat, ocupant el lloc del seu mestre, Carmona. També realitzà gravats per a edicions d'obres importants, com les de Francisco de Quevedo, però és més conegut per les seves reproduccions fidels d'obres de pintors com Velázquez, Ribera, Bartolomé Esteban Murillo i Goya. Totes aquestes feines el portaren a ser nomenat gravador de la cambra del rei, títol que li va comportar molts encàrrecs per part de la noblesa.
Es pot veure la seva obra La caça de l'estruç al Gabinet de dibuixos i gravats del Museu Nacional d'Art de Catalunya.